# 北部ゴーンディー語
北部ゴーンディー語はドラヴィダ語族に属する言語である。北部ゴンド語、北部ゴーンディーともいう。ゴーンディーはゴンドの変化形である。

## 言語名別称
- 北部ゴンド語
- 北ゴンド語
- 北部ゴンディー語
- 北ゴンディー語
- 北部ゴンディー
- 北ゴンディー
- Gaudi, Ghond, Godi, Gondi, Gondiva, Gondu, Gondwadi, Goondile, Goudi, Goudwal

## 方言
- Betul (gno-bet)
- Seoni (gno-seo)
- Mandla (gno-man)
- Chhindwara (gno-chh)
- Nagpur (gno-nag)
- Yavatmal (gno-yav)
- Amravati (gno-amr)
- Bhandara (gno-bha)